# Agonum striatum
Agonum striatum är en skalbaggsart som beskrevs av Pierre François Marie Auguste Dejean. Agonum striatum ingår i släktet Agonum och familjen jordlöpare. Inga underarter finns listade i Catalogue of Life.